# Postcard from a Painted Lady
Postcard from a Painted Lady är ett studioalbum av Kikki Danielsson, utgivet 25 september 2015.

## Mottagande
Aftonbladets Håkan Steen gav albumet tre stjärnor av fem möjliga.

## Låtlista
| Nr  | Titel                         | Kompositör                   | Längd |
| --- | ----------------------------- | ---------------------------- | ----- |
| 1.  | Sideways in the Driving Rain  | Sören Karlsson               |       |
| 2.  | Country Fable                 | Sören Karlsson               |       |
| 3.  | Good Life                     | Sören Karlsson               |       |
| 4.  | Postcard from a Painted Lady  | Sören Karlsson               |       |
| 5.  | Brimestone Heart              | Sören Karlsson               |       |
| 6.  | Not About Me Anymore          | Sören Karlsson, Gunnar Frick |       |
| 7.  | 24-7                          | Sören Karlsson, Idde Schultz |       |
| 8.  | Hard Country                  | Sören Karlsson               |       |
| 9.  | The Bravest Song              | Sören Karlsson               |       |
| 10. | Comfort Me                    | Sören Karlsson               |       |
| 11. | Be the One                    | Sören Karlsson               |       |
| 12. | Stay Away from the Blue Bayou | Sören Karlsson               |       |

## Medverkande
- Kikki Danielsson - sång
- Stefan Bellnäs - bas, dobro, kontrabas
- Johan Håkansson - trummor, slagverk
- Gunnar Frick - piano, orgel, pedal steel, gitarr, dragspel
- Pär Öjerot - gitarr, mandolin, banjo, mandola
- Henrik Cederblom - violin
- Sören Karlsson - producent

## Listplaceringar
| Lista (2015) | Topplacering |
| ------------ | ------------ |
| Sverige      | 5            |

### Fotnoter
1. ↑  ”Postcard from a Painted Lady”. Svensk mediedatabas. 27 juni 2015. http://smdb.kb.se/catalog/id/003609338. Läst 21 december 2015.
2. ↑  ”Postcard from a Painted Lady”. Ginza musik. 27 juni 2015. Arkiverad från originalet den 22 december 2015. https://web.archive.org/web/20151222162351/http://www.ginza.se/product/danielsson-kikki/postcard-from-a-painted-lady/31305/. Läst 21 december 2015.
3. ↑  Håkan Steen (25 september 2015). ”Kikki sjunger fantastiskt” (på svenska). Aftonbladet. Arkiverad från originalet den 3 april 2018. https://web.archive.org/web/20180403051434/http://musik.aftonbladet.se/2015/09/kikki-sjunger-fantastiskt/. Läst 2 april 2018.
4. ↑  ”Postcard from a Painted Lady”. Swedishcharts. 27 juni 2015. http://www.swedishcharts.com/showitem.asp?interpret=Kikki+Danielsson&titel=Postcard+From+A+Painted+Lady&cat=a. Läst 21 december 2015.